# Grimslövs by
Grimslövs by is een plaats in de gemeente Alvesta in het landschap Småland en de provincie Kronobergs län in Zweden. De plaats heeft 105 inwoners (2005) en een oppervlakte van 10 hectare.